# Zygmunt Noskowski
Zygmunt Noskowski (ur. 2 maja 1846 w Warszawie, zm. 23 lipca 1909 tamże) – polski kompozytor, dyrygent i pedagog.
Wykształcił kompozytorów, m.in. Karola Szymanowskiego, Mieczysława Karłowicza, Ludomira Różyckiego, Grzegorza Fitelberga, Wacława Lachmana i Apolinarego Szelutę.

## Życiorys
Ojciec Zygmunta Noskowskiego, Józef Łada-Noskowski był zamożnym notariuszem, utrzymującym jedenaścioro własnych dzieci oraz pięcioro dzieci Andrzeja Towiańskiego, którego entuzjastką była matka Noskowskiego Amelia de Salisch-Noskowska. Warszawski dom Noskowskich był jednym z głównych ośrodków towianizmu na ziemiach polskich, oni sami zaś długie lata wspierali materialnie działalność Towiańskiego na emigracji. Rodzina Noskowskich ignorowała twórczość Fryderyka Chopina, który o Towiańskim i jego naukach wyrażał się z irytacją i lekceważeniem. Zygmunt Noskowski, mimo niechęci do Chopina wyniesionej z domu, stał się w wieku dojrzałym jednym z jego najaktywniejszych propagatorów w Polsce. Z czasem też odszedł zupełnie od towianizmu.
Naukę muzyki Noskowski rozpoczął w gimnazjum realnym w Warszawie w 1851 Obejmowała ona prócz gry na fortepianie także grę na skrzypcach pod kierunkiem znanego pedagoga Jana Hornziela. Jego talent muzyczny odkrył Ignacy Feliks Dobrzyński, którego postać – wobec nieświadomości dokonań Chopina – pozostała dla Noskowskiego wzorem polskiego kompozytora. Pierwszym jego mistrzem stał się Stanisław Moniuszko, którego pieśni i niektóre opery poznał ok. 1860. Młody Noskowski był świadkiem pogromu manifestacji patriotycznej przez wojska rosyjskie w Warszawie 27 lutego 1861. Latem tego roku udał się na wycieczkę do Krakowa i w Tatry. Wszystkie te wydarzenia silnie odcisnęły na osobowości Noskowskiego i znalazły swe odbicie w jego późniejszej działalności twórczej, organizatorskiej i publicystycznej.
Po śmierci ojca 23 czerwca 1863 wziął przypuszczalnie udział w powstaniu styczniowym.
W latach 1864–1867 studiował w Instytucie Muzycznym w Warszawie grę na skrzypcach u Apolinarego Kątskiego oraz kontrapunkt u Stanisława Moniuszki; studia te ukończył z drugą nagrodą. Od 1867 grał w orkiestrze Teatru Wielkiego w Warszawie, a w latach 1871–1872 uczył muzyki w Instytucie Głuchoniemych i Ociemniałych. Stworzył tu system zapisu nutowego dla niewidomych (nie zachował się). Od 1870 był krytykiem muzycznym „Kuriera Warszawskiego”. Działał społecznie w Warszawskim Towarzystwie Muzycznym. W 1872 otrzymał stypendium Warszawskiego Towarzystwa Muzycznego i w grudniu tego roku wyjechał do Berlina, gdzie w Akademie der Künste podjął studia kompozycji u Friedricha Kiela. W trakcie tych studiów skomponował m.in. Variationen und Fuge über ein Thema von I.B. Viotti na kwartet smyczkowy (dedykowane Kielowi), a od 1874 pracował nad I Symfonią A-dur, którą przedstawił na publicznym koncercie w Berlinie w kwietniu 1875 jako swą pracę dyplomową. Dzieło to zostało dobrze przyjęte zarówno przez krytykę, jak i publiczność. Po powrocie do Warszawy Noskowski urządził 10 listopada 1875 w sali Resursy Obywatelskiej koncert kompozytorski. W programie, obok I Symfonii znalazła się m.in. uwertura Morskie Oko, która osiągnęła spory sukces. Fiaskiem natomiast zakończyły się starania Noskowskiego o znalezienie w Warszawie stałego zatrudnienia. Dzięki rekomendacji Friedricha Kiela uzyskał w końcu posadę miejskiego dyrektora muzyki i dyrektora (a także dyrygenta) Towarzystwa Śpiewaczego „Bodan” w Konstancji, dokąd udał się prawdopodobnie z końcem 1875, poślubiwszy Stanisławę Segedy, absolwentkę klasy fortepianu w Warszawskim Instytucie Muzycznym.

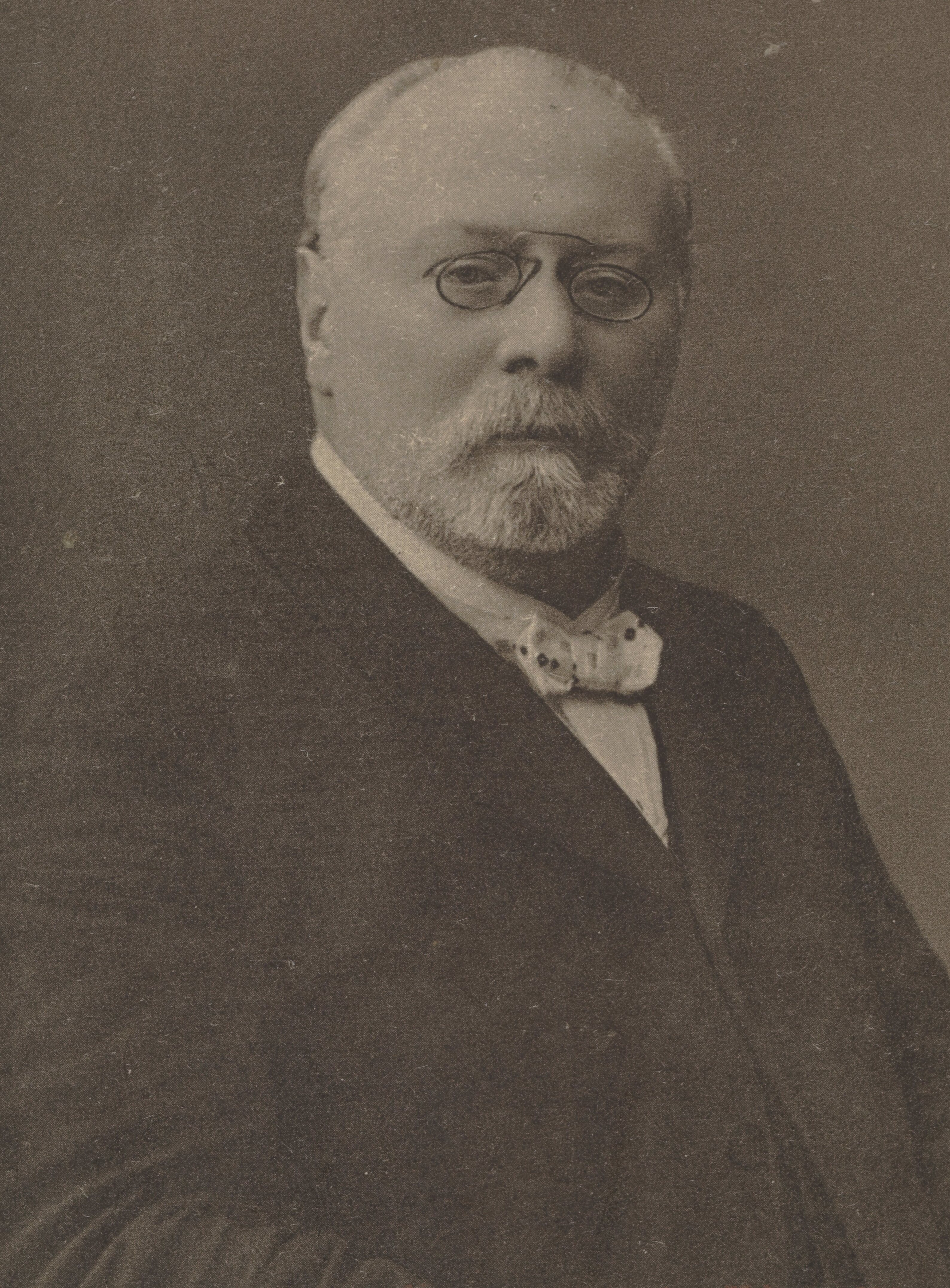
Zygmunt Noskowski, pocztówka wyd. w latach 1912-1918.

Działalność Noskowskiego w Konstancji przypadła na lata 1876–1880. Pod jego dyrekcją Towarzystwo Śpiewacze „Bodan” osiągnęło status najlepszego zespołu chóralnego w Badenii, a on sam zyskał znaczny autorytet wśród muzyków i uznanie Wielkiego Księcia Fryderyka I Badeńskiego. Stabilizacja materialna i rodzinna (27 września 1876 urodził się tu najstarszy syn kompozytora Tadeusz Noskowski), umożliwiła intensywną pracę twórczą. W Konstancji powstał m.in. pierwszy cykl Krakowiaków na fortepian, Kwartet fortepianowy op. 8, I Kwartet smyczkowy op. 9 oraz II Symfonia c-moll „Elegijna”. Przesłane Ferencowi Lisztowi do Weimaru Krakowiaki zostały przez tego ostatniego wysoko ocenione i polecone renomowanemu wydawnictwu C. Kahnta w Lipsku, gdzie ukazały się jako op. 2. W 1880 nastąpiło w Baden-Baden spotkanie Noskowskiego z Lisztem, który wkrótce potem w Weimarze wziął udział w prawykonaniu Kwartetu fortepianowego op. 8. Rosnąca pozycja Noskowskiego nie uszła uwadze środowiska muzycznego w Warszawie. W 1878 otrzymał propozycję objęcia stanowiska nauczyciela w Instytucie Muzycznym, którą jednak odrzucił. Nawiązał za to współpracę z „Echem Muzycznym”, ogłaszając artykuły (m.in. cykl zatytułowany „Drogowskazy”), w których surowo oceniał warszawskie stosunki artystyczne, ubóstwo programów koncertowych, dyletantyzm krytyki, lekceważenie twórczości polskich kompozytorów itd. Artykuły te spotykały się z głosami polemicznymi; szczególne poruszenie wywołał artykuł pt. O prozodii w pieśniach Moniuszki, w którym Noskowski wykazał, a zarazem tłumaczył pewne niezgodności pomiędzy tekstem a muzyką w niektórych z tych kompozycji. Również docierające do Warszawy nowe utwory Noskowskiego spotykały się z rezerwą.
Mimo dobrych warunków, w jakich żył i pracował w Konstancji, Noskowski przez cały rok 1880 nosił się z zamiarem przeprowadzki do jakiegoś większego ośrodka życia muzycznego. Początkowo brał pod uwagę Weimar lub Lipsk, nie wiadomo natomiast, w jakich okolicznościach spotkała go kolejna propozycja z Warszawy, gdzie ustępujący ze stanowiska dyrektor Warszawskiego Towarzystwa Muzycznego (WTM) Władysław Żeleński zaproponował go na swego następcę. Instytucja ta zorganizowała w 25 listopada 1880 koncert kompozytorski Noskowskiego, na którym poprowadził on, oprócz znanej już publiczności uwertury Morskie Oko, prawykonanie swej II Symfonii c-moll „Elegijnej”. Mimo bardzo słabej frekwencji publiczności, oba dzieła spotkały się z doskonałym przyjęciem ze strony krytyki i środowiska muzycznego. Fakt ten przypieczętował prawdopodobnie decyzję o objęciu przez Noskowskiego stanowiska dyrektora Warszawskiego Towarzystwa Muzycznego. Nastąpiło to ostatecznie w styczniu 1881, kiedy to Noskowski, wraz z rodziną, powiększoną o urodzonego 23 maja 1880 syna Zygmunta Stanisława, przeprowadził się na stałe do Warszawy.

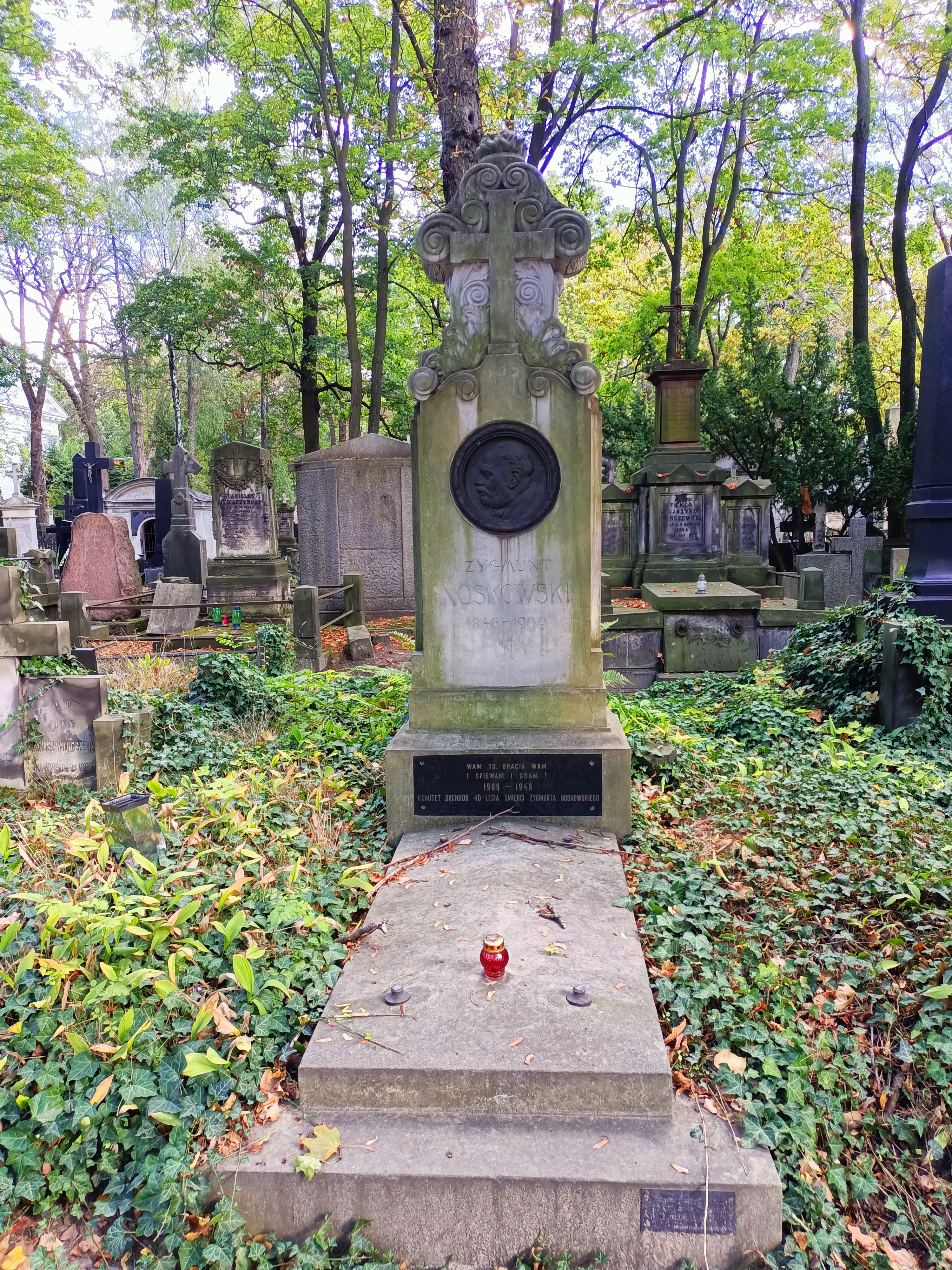
Grób Zygmunta Noskowskiego na Cmentarzu Powązkowskim w Warszawie

Za swe główne na nowym stanowisku zadanie, uznał Noskowski odbudowę w Warszawie życia muzycznego, którego rozwój przez cały wiek XIX był hamowany, a w okresach popowstaniowych wręcz tłamszony wskutek restrykcji carskich władz i pauperyzacji mieszkańców miasta. Noskowski rozpoczął od rekonstrukcji chóru WTM, ogłaszając zapisy i prowadząc bezpłatną naukę śpiewu chóralnego oraz zasad muzyki dla nowo powołanych członków. Następnie przystąpił do realizacji zamysłu cotygodniowych koncertów symfonicznych w Warszawie. W tym celu podjął energiczne starania o utworzenie w Warszawie stałej orkiestry symfonicznej, której zadaniem miało być m.in. wykonywanie dzieł kompozytorów polskich, dotąd bowiem regularne koncerty dawały jedynie orkiestry przyjezdne w Dolinie Szwajcarskiej, mające niekiedy w repertuarze – jak orkiestra Beniamina Bilsego – arcydzieła muzyki klasycznej, ale na ogół wykonujące muzykę rozrywkową i taneczną, z zupełnym pominięciem nowo powstających polskich utworów, które wobec tego lądowały w szufladach. Usiłowania te przez długie lata nie przynosiły trwałego sukcesu. Założona i prowadzona przez Noskowskiego orkiestra, która dała swój inauguracyjny koncert 8 maja 1881, upadła już po roku, pomimo włączenia jej w struktury WTM i współpracy tak wybitnych solistów, jak Aleksander Michałowski i Stanisław Barcewicz. Nie przetrwały również długo ani kolejna orkiestra, utworzona w maju 1886, ani orkiestra amatorska, powstała w tym samym roku przy WTM – obie zorganizowane i prowadzone przez Noskowskiego. Przyczyną niepowodzeń były olbrzymie problemy finansowe, które zmusiły kompozytora do pokrywania niedoborów z własnej kieszeni, a w konsekwencji do poszukiwania zarobku w pisaniu muzyki do niezbyt wybrednych sztuk i adaptacji scenicznych, wystawianych w teatrzykach ogródkowych. To z kolei sprawiło, że Noskowski, po prawykonaniu swego III Kwartetu smyczkowego (4 maja 1884), zarzucił na pewien czas ambitniejsze plany twórcze. Kolejnym punktem planu Noskowskiego była organizacja cotygodniowych koncertów kameralnych, zarówno w ramach działalności WTM, jak i poza nią, zwykle również z udziałem Michałowskiego i Barcewicza. Wobec szczupłości środków Noskowski sam występował na nich jako skrzypek, altowiolista, pianista, a nawet śpiewak, co niesłusznie uważano niekiedy za przejaw chęci promocji własnej osoby. Energia, z jaką podjął rozmaite wyzwania, i jego dość szorstkie obejście w kontaktach, przysporzyły mu wielu wrogów; z drugiej strony krytykowano go za przekształcanie niektórych wieczorów kameralnych w spotkania towarzyskie, a nawet zabawy taneczne, co istotnie czynił dla pozyskania dla WTM nowych członków, rekrutujących się z bogatszych warstw mieszczaństwa i domagających się rozrywki. Mimo tych kontrowersji i kilku poważnych kryzysów w działalności WTM, życie muzyczne Warszawy za sprawą Noskowskiego nabrało cech regularności, zaprezentowane zostały publicznie dzieła Adama Münchheimera, Michała Hertza, Władysława Żeleńskiego, Ludwika Grossmana, Eugeniusza Pankiewicza, Antoniego Rutkowskiego, Piotra Maszyńskiego i Ignacego Jana Paderewskiego, zaś pozycja samego Noskowskiego w Warszawie pod koniec lat 80. XIX wieku ustabilizowała się.
Od 1886 prowadził klasę kompozycji w Instytucie Muzycznym w Warszawie. Jego uczniami byli m.in. Henryk Melcer, Apolinary Szeluto, Wacław Lachman, Grzegorz Fitelberg, Mieczysław Karłowicz, Karol Szymanowski i Ludomir Różycki. Pochowany na cmentarzu Powązkowskim (kwatera 16-6-21).

### Rodzina
Braćmi Zygmunta byli Władysław Noskowski (1841–1881), poeta, autor m.in. libretta do opery Konrad Wallenrod Władysława Żeleńskiego i Jan (1832–1881), warszawski wydawca.

## Najważniejsze utwory

### opery
- Livia Quintilla, opera w 2 aktach z prologiem, libretto Ludomił German wg dramatu Stanisława Rzętkowskiego (1890–1898) – prapremiera 1902
- Zemsta za mur graniczny , opera w 4 aktach, libretto na podstawie Zemsty Aleksandra Fredry (1902–1908)
- Wyrok, opera w 2 aktach (1908)

### orkiestrowe
- I Symfonia A-dur b.op. (1874–1875)
- Uwertura koncertowa „Morskie Oko” op. 19 (1875)
- II Symfonia „Elegijna” (1875–1879)
- Polonez elegijny e-moll (ok. 1885)
- Step op. 66, pierwszy polski poemat symfoniczny, pierwotnie miał być uwerturą do opery na podstawie Ogniem i mieczem Henryka Sienkiewicza (1897)
- Marcia funebre „Cieniom Asnyka” op. 53 (1897)
- Z życia narodu. Obrazy fantazyjne na tle Preludium A-dur op. 28 nr 7 Chopina; (1901)
- III Symfonia F-dur „Od wiosny do wiosny” b.op. (1903)
- Odgłosy pamiątkowe b. op. (1904–1905)

### inne
- Kwartet fortepianowy d-moll op. 8 (przed 1879)
- liczne utwory fortepianowe (krakowiaki, kujawiaki i in.)

## Upamiętnienie

### projektFortepian Noskowskiego
W 1890 roku fortepian z warszawskiej firmy Krall & Seidler z okazji 25-lecia działalności kompozytorskiej trafił w ręce Zygmunta Noskowskiego. W 1979 roku instrument został odkupiony od synowej kompozytora Eugenii Noskowskiej przez Andrzeja Szwalbego i trafił do Pałacu Starego w Ostromecku koło Bydgoszczy gdzie jest perłą Kolekcji Zabytkowych Fortepianów im. Andrzeja Szwalbego znajdującej się w miejscowym zespole pałacowo-parkowym.
W 2018 roku na odrestaurowanym wyżej wymienionym XIX-wiecznym fortepianie, którego renowacji, podjął się i zrealizował  Andrzej Włodarczyk; została nagrana, a następnie dzięki Pracowni Dziedzictwa Kulturowego Miejskiego Centrum Kultury w Bydgoszczy wydana seria płyt zatytułowana: „Fortepian Noskowskiego”. W serii ukazały się: „Fortepian Noskowskiego” na której Mariusz Klimsiak gra utwory Roberta Schumanna i Zygmunta Noskowskiego. Drugi krążek zawiera pieśni wybrane Z. Noskowskiego. Za ich realizację odpowiedzialni byli: Wojciech Dyngosz, baryton, Monika Litwin-Dyngosz, mezzosopran, oraz Justyna Jakubowska akompaniująca na fortepianie. Na trzeciej  możemy usłyszeć wiolonczelistkę Barbarę Marcinkowską, oraz pianistę Jeana-Bernard Marie grających przeboje muzyki klasycznej.  Czwarta płyta to: „Zygmunt Noskowski kameralnie na cztery ręce” Duetu Pianoartists czyli Marzena Buchwald i Joanna Łukasik-Derenda wykonujące „Suitę Polską op. 28” oraz „Fantazję góralską” kompozytora.